# Ламбертон (Міннесота)
Ламбертон (англ. Lamberton) — місто (англ. city) в США, в окрузі Редвуд штату Міннесота. Населення — 792 особи (2020).

## Географія
Ламбертон розташований за координатами 44°13′50″ пн. ш. 95°16′3″ зх. д. / 44.23056° пн. ш. 95.26750° зх. д. (44.230596, -95.267525).  За даними Бюро перепису населення США в 2010 році місто мало площу 2,01 км², уся площа — суходіл.

## Демографія
Згідно з переписом 2010 року, у місті мешкали 824 особи в 366 домогосподарствах у складі 198 родин. Густота населення становила 410 осіб/км².  Було 429 помешкань (214/км²).
Расовий склад населення:
| - 96,7 % — білих - 1,6 % — азіатів - 0,2 % — корінних американців |

До двох чи більше рас належало 1,0 %. Частка іспаномовних становила 1,9 % від усіх жителів.
За віковим діапазоном населення розподілялося таким чином: 21,0 % — особи молодші 18 років, 46,0 % — особи у віці 18—64 років, 33,0 % — особи у віці 65 років та старші. Медіана віку мешканця становила 50,3 року. На 100 осіб жіночої статі у місті припадало 85,6 чоловіків;  на 100 жінок у віці від 18 років та старших — 80,3 чоловіків також старших 18 років.
Середній дохід на одне домашнє господарство  становив 60 932 долари США (медіана — 45 650), а середній дохід на одну сім'ю — 70 940 доларів (медіана — 48 750). Медіана доходів становила 44 375 доларів для чоловіків та 35 000 доларів для жінок. За межею бідності перебувало 11,0 % осіб, у тому числі 14,8 % дітей у віці до 18 років та 6,9 % осіб у віці 65 років та старших.
Цивільне працевлаштоване населення становило 367 осіб. Основні галузі зайнятості: освіта, охорона здоров'я та соціальна допомога — 31,1 %, будівництво — 11,2 %, оптова торгівля — 9,3 %, мистецтво, розваги та відпочинок — 8,7 %.